# Ichneumon devinctor
Ichneumon devinctor là một loài tò vò trong họ Ichneumonidae.